# Szentendrei kistérség
A Szentendrei kistérség kistérség Pest megyében, központja: Szentendre.

## Települései
| Budakalász        | Csobánka         | Dunabogdány | Kisoroszi | Leányfalu  |
| Pilisszentkereszt | Pilisszentlászló | Pócsmegyer  | Pomáz     | Szentendre |
| Szigetmonostor    | Tahitótfalu      | Visegrád    |           |            |

## Nevezetességei
- Marcipánmúzeum, melyben az Országház kicsinyített mása és az életnagyságú, 60 kilogrammos Michael Jackson található, valamint sok más marcipánból.
- Főtér: egyetlen ide látogató turista sem hagyja ki. Itt található az emlékkereszt, amely, mint a tér is, háromszögű. 1763-ban emeltette a Szerb Privilégiális Szentendrei Kereskedő Társaság. Azóta kétszer újították fel.
- Díszkapu: tabakosok, azaz tímárok emeltették a Bogdányi utcai Preobrazsenszkát. Az épülethez tartozó kerítésfal copf stílusú díszkapujának kovácsoltvas kapuszárnyait Olhauser József szentendrei kovácsmester készítette 1803 és 1806 között. A messze földön híres szerb búcsút emberemlékezet óta a templomban és udvarán tartják.
- Dalmát ház: a Szamárhegy ékessége az úgynevezett dalmát ház.
- Városháza: a 18. század óta a városi önkormányzat székháza. Az eredeti épület földszintes volt. 1924-ben Lessner Manó tervei alapján emeletet építettek rá. Oszlopos erkélyével, neobarokk homlokzatával ma is a város egyik szimbóluma.
- Skanzen: a Szabadtéri Néprajzi Múzeum (1967-ben alapították) Magyarország legjellegzetesebb tájainak népi építészetét, lakáskultúráját, életmódját mutatja be eredeti épületekkel és tárgyakkal a 18. század végétől a 20. század közepéig.

## Lakónépesség alakulása
| Település         | Lélekszám (2009) |
| ----------------- | ---------------- |
| Szentendre        | 25 401           |
| Pomáz             | 16 677           |
| Budakalász        | 10 299           |
| Tahitótfalu       | 5 404            |
| Leányfalu         | 3 475            |
| Csobánka          | 3 169            |
| Dunabogdány       | 3 143            |
| Pilisszentkereszt | 2 270            |
| Szigetmonostor    | 2 213            |
| Visegrád          | 1 831            |
| Pócsmegyer        | 1 733            |
| Pilisszentlászló  | 1 123            |
| Kisoroszi         | 938              |
| Összesen          | 77 676           |

## Külső hivatkozások
- Vezérmegye.hu – Pest megyei hír- és szolgáltató portál